# Novial
Novial (Nov(i), ny, + IAL, International Auxiliari Lingue, internationalt hjælpesprog) er et sprog konstrueret af den danske lingvist Otto Jespersen, og som mange andre kunstsprog var det beregnet til gnidningsfri kommunikation mellem folk fra forskellige nationaliteter. Den første introduktion blev fremlagt i 1928 idet Jespersen udgav bogen An International Language (han skrev den på engelsk), der præsenterede grammatik og ordlister, og to år senere udgav han den første ordbog Novial Lexike. Samtidig understregede han behovet for et sprog til universal international kommunikation. 
Jespersen var selv aktiv tilhænger og beundrer af andre kunstsprog bl.a. esperanto og interlingua, hvorfra han hentede en del inspiration, som han kombinerede med udpluk fra de etniske sprog, primært engelsk. Resultatet blev et sprog med en så overvejende lighed med esperanto, at det, blandt Jespersens spøgefulde danske kolleger, blev kaldt "jesperanto". Sprogets ordforråd består mest af ord fra de germanske og romanske sprog, som Jespersen betragtede som i forvejen internationalt anerkendte. Han foretog flere ændringer i novials grammatik i 1930'erne og var selv fortaler og leder af Novialbevægelsen, men med hans død i 1943 uddøde interessen for sproget.

## Grammatik

### Personlige stedord
- me – jeg, mig
- nus – vi, os
- vu – du, dig, De, Dem
- vus – I, jer
- lo – han, ham
- los – de, dem (alle hankønsvæsener)
- la – hun, hende
- las – de, dem (alle hunkønsvæsener)
- le – han, ham, hun, hende (intetkønsvæsenet)
- les – de, dem (alle intetkønsvæsener)
- lu – den, det
- lus – de, dem (alle kønsløse objekter)

- on – man, én (ubestemt stedord)

Ejestedordene dannes med -n efter vokaler og -en efter konsonanter, feks. men, min/mit/mine, vusen, jeres, osv.

### Ordklasseendelser
Ligesom bl.a. Esperanto anvender Novial endelser, der markerer, hvilken ordklasse et givent ord tilhører:
- -o for substantiver i hankøn (maskulinum)
- -a for substantiver i hunkøn (femininum)
- -e for substantiver i intetkøn (neutrum)
- -um for ubestemte eller abstrakte substantiver
- -d efter vokaler og -ed efter konsonanter for verber i datid
- did inden verbet kan også udtrykke datid
- sal inden verbet danner fremtid
- -i for adjektiver
- -im for biord

De fire forskellige endelser for substantiver forholder sig til ordets naturlige køn forstået på den måde, at et hankønsord feks. patr-o, far, kan laves om til patr-a, mor, eller patr-e, forælder.

### Tal, fald og ordstilling
Substantiver danner flertal med endelsen -s efter vokaler og -es efter konsonanter. Novial benytter sig som standard af ordstillingen subjekt-verbum-objekt, ligesom dansk, hvilket forhindrer brugeren i at forveksle subjekt og objekt, og det er derfor heller ikke nødvendigt at benytte sig af grammatiske kasus. Dog er det, efter eget valg, muligt at markere et objekt i akkusativ med endelsen -m efter vokaler og -em efter konsonanter, eller med forholdsordet em. Genitiv dannes med endelsen -n efter vokaler og -en efter konsonanter, eller med forholdsordet de. Bemærk at kasusendelser på flertalsord føjes bag på flertalsendelsen, ligesom på dansk, f.eks. kommer flertal af ordet  vulfe, ulv, i genitiv til at hede vulfe-s-en, ulvenes.
Der findes, som i Esperanto, ingen ubestemt artikel (som dansk: en/et), kun den bestemte artikel li (som engelsk: the), der ikke varierer i forhold til køn, tal og kasus.
Der skelnes ikke mellem verber i nutid og navnemåde, og de bøjes ikke efter person og tal.

#### Små eksempler
```
 
protekte
                    –  at beskytte 
 
me protekte
                 –  jeg beskytter 
 
me protekted
                –  jeg beskyttede
 
me did protekte
             –  jeg beskyttede
 
me sal protekte
             –  jeg vil komme til at beskytte
 
me saled protekte
           –  jeg ville komme til at beskytte
 
me did sal protekte
         –  jeg ville komme til at beskytte
 
protektent
                  –  beskyttende
 
protektet
                   –  beskyttet
 
protekte!
                   –  beskyt!
 
let nus protekte!
           –  lad os beskytte!
```

Ordet ha, at have, fungerer som hjælpeverbum på samme måde som på dansk og engelsk. Bemærk dog at verbet (her protekte) stadig står i navnemåde/nutid. Det hedder derfor me ha protekte og ikke me ha protekte-t:
```
 
ha protekte
                 –  at have beskyttet
 
me ha protekte
              –  jeg har beskyttet
 
me had protekte
             –  jeg havde beskyttet
 
me sal ha protekte
          –  jeg vil komme til at have beskyttet
 
me saled ha protekte
        –  jeg ville komme til at have beskyttet
 
me did sal ha protekte
      –  jeg ville komme til at have beskyttet
 
me vu protekte
              –  jeg vil beskytte
 
me vu ha protekte
           –  jeg vil have beskyttet
 
me vud protekte
             –  jeg ville beskytte
 
me vud ha protekte
          –  jeg ville have beskyttet
```

Ordet es, at være, fungerer også på samme måde som på dansk og engelsk:
```
 
es protekte
                 –  at være beskyttet
 
me es protekte
              –  jeg er beskyttet
 
me esed protekte
            –  jeg var beskyttet
 
me did es protekte
          –  jeg var beskyttet
 
me sal es protekte
          –  jeg vil komme til at være beskyttet
 
me saled es protekte
        –  jeg ville komme til at være beskyttet
 
me ha es protekte
           –  jeg har været beskyttet
 
me had es protekte
          –  jeg havde været beskyttet
```

Ordet bli svarer for det meste til det danske ord at blive, dog beskriver det altid overgangen til, i dette tilfælde, at være beskyttet (som engelsk become). Me bli protekte må derfor ikke forveksles med me es protekte, men betyder derfor nærmere jeg er på vej til at blive beskyttet (der er benyttet herunder) eller bedre jeg er i overgangen til at blive beskyttet:
```
 
bli protekte
                –  at være på vej til at blive beskyttet
 
me bli protekte
             –  jeg er på vej til at blive beskyttet
 
me ha bli protekte
          –  jeg har været på vej til at blive beskyttet
 
me had bli protekte
         –  jeg havde været på vej til at blive beskyttet
 
me sal bli protekte
         –  jeg vil komme til at være på vej til at blive beskyttet
```

Ved at kombinere de mange hjælpeverber (sal, bli, vu, ha osv.), med Novials andre verber og substantiver kan der dannes meningsfulde sætninger:
```
 
kate vud lude
               –  (en) kat ville lege
 
li kate vud lude
            –  katten ville lege
 
kates vud lude
              –  (nogle) katte ville lege
 
li kates vud lude
           –  kattene ville lege
```

Eller meget lange sætninger:
```
 
li jentili katas sal

 
vu observa li novi lexike
   – de søde hunkatte vil komme til at ville betragte det nye leksikon
```

## Novial i dag
I forbindelse med den internationale kommunikation over internettet er der opstået en ny interesse for en internationalt benyttet kommunikationsform, og der findes i dag en mindre Novialbevægelse med et begrænset antal talere, dog er de større sprog som Esperanto som regel blevet foretrukket. Der er blevet arrangeret projekter til fordel for Novials udbredelse bl.a. Novial '98.
At Novial overhovedet bliver benyttet så mange år efter Jespersens introduktion er faktisk 
ganske enestående for et konstrueret sprog, og gør det også, trods det minimale antal talere, til et af de største og berømteste plansprog nogensinde.
I januar 2006 blev der oprettet en Wikipedia på Novial. Den havde dog kun ca. 30 artikler, men er nu en fuld version, og der er 2.355 artikler på den (2/2-08)

## Teksteksempel
Fader vor på Novial:
Nusen Patro kel es in siele,
mey vun nome bli sanktifika,
mey vun regno veni,
mey vun volio eventa sur tere kom in siele.
Dona a nus disidi li omnidiali pane,
e pardona a nus nusen ofensos
kom anke nus pardona a nusen ofensantes,
e non dukte nus en li tento
ma fika nus liberi fro li malum.